# Mermessus conexus
Mermessus conexus là một loài nhện trong họ Linyphiidae.
Loài này thuộc chi Mermessus. Mermessus conexus được Alfred Frank Millidge miêu tả năm 1987.